# Территориальная генерирующая компания № 11
АО «Территориальная генерирующая компания № 11» (АО "ТГК-11") — российская энергетическая компания, производитель и поставщик электрической и тепловой энергии, действующий в Омской области. Штаб-квартира — в городе Омске. Полное название «Акционерное общество „Территориальная генерирующая компания № 11“». 
На сегодняшний день компания занимает более 61% регионального энергетического рынка, объединяет энергогенерирующие мощности города Омска. В её состав входят омские ТЭЦ-3, ТЭЦ-4, ТЭЦ-5. Установленная электрическая мощность - 1565,2 МВт, тепловая – 3669,24 Гкал/ч. Под управлением АО «ТГК-11» находится АО «Омск РТС», включающее теплосетевой, теплосбытовой бизнес и выработку тепловой энергии в Омске котельными источниками СП «ТЭЦ-2», СП «Кировская районная котельная». 
Основана в 2005 году.

## Деятельность
АО «ТГК-11» вносит значительный  вклад в развитие промышленного потенциала региона, обеспечивает энергетические потребности производственных предприятий города в паре, горячем водоснабжении и электроэнергии от таких крупных гигантов промышленной индустрии  как «Газпром нефть» до компаний малого и среднего бизнеса. Это современное предприятие, которое активно занимается модернизацией оборудования, внедрением инновационных технологий энергосбережения, импортозамещением.
В соответствии с распоряжением Правительства РФ № 1334-р от 11.08.2010 в период с 2010 по 2019 годы компанией была реализована программа обновления производственных мощностей. За это время было введено 205 МВт новых мощностей и реконструировано 436 МВт, что позволило существенно обновить имеющиеся мощности Омских ТЭЦ. Эти[какие?] показатели достигнуты в регионе впервые за последние 25 (!) лет.
В рамках реализации проектов в сфере экологии, компанией ежегодно выполняется  комплекс мероприятий по охране окружающей среды, направленный на модернизацию оборудования с целью снижения выбросов в атмосферу, сохранения экологии региона.   Работа  омских энергетиков получила положительную оценку со стороны федеральной власти – АО «ТГК-11» вошла в список «100 лучших организаций России, экология и экологический  менеджмент». Отметили работу омичей и коллеги из ПАО «Интер РАО». Два года подряд вахтовые коллективы АО «ТГК-11» занимают почетные призовые места на традиционных соревнованиях по профессиональному мастерству оперативного персонала ТЭС с поперечными связями Группы «Интер РАО». 
Сертификационный аудит интегрированной системы менеджмента качества  подтверждает соответствие деятельности АО «ТГК-11» всем требованиям международных стандартов. 
Внедрив интегрированную систему, компания, в лице высшего руководства, берет на себя обязательства:
- соответствовать применимым к её деятельности требованиям законодательства в области обеспечения качества и надежности тепловой и электрической энергии и мощности, экологических требований и требований в области использования, потребления энергии и энергетической эффективности;
- осуществлять управление компанией на основе риск-ориентированного подхода;
- защищать окружающую среду и предотвращать загрязнения за счет планомерного снижения выбросов загрязняющих веществ в атмосферу и сбросов загрязняющих веществ в водные объекты и почву;
- улучшать уровень удовлетворенности потребителей услугами компании, результатами её производственной и экологической деятельности;
- осуществлять закупки энергетически эффективной продукции и услуг, разработку проектов, направленных на улучшение энергетических результатов;
- устанавливать цели и задачи на основе данной Политики с учетом существующих возможностей;
- обеспечивать доступность информации и необходимых ресурсов для достижения поставленных целей и задач для заинтересованных сторон;
- постоянно улучшать интегрированную систему менеджмента.

## Показатели деятельности
Объём производства электрической энергии по АО «ТГК-11» за 1 полугодие 2019 года составил 3122 млн кВт*ч, на 10,0% ниже показателя 2018 года, что обусловлено увеличением максимально допустимого перетока электроэнергии в энергосистему Омской области после ввода в полном объеме ПС 500кВ «Восход».
Отпуск тепловой энергии по АО «ТГК-11» за 1 полугодие 2019 года составил 4913 тыс. Гкал, снизился по сравнению с уровнем прошлого года на 210 тыс. Гкал или на 4,1% в связи с увеличением  температуры наружного  воздуха за отопительный период на +0,9 ˚С (2019 г. «-7,3˚С»; 2018г «-8,2˚С»).
Выручка АО "ТГК-11" за первое полугодие 2019 года составила 10,9 млрд рублей, что на 0,8 млрд рублей (8,4%) выше аналогичного показателя прошлого года.
Выручка от реализации электроэнергии увеличилась на 0,2 млрд рублей (+6,5%) и составила 3,8 млрд рублей (34,8% от объёма выручки) вследствие увеличения цены реализации электроэнергии на РСВ по сравнению с аналогичным периодом прошлого года.
Выручка от реализации мощности увеличилась на 0,4 млрд рублей (16,6%) и составила 2,7 млрд рублей (24,6% от общего объёма выручки) в основном за счёт роста цен по ДПМ в связи с переходом к периоду компенсации разницы тарифов.
Выручка от реализации тепловой энергии увеличилась на 0,2 млрд рублей (5,2%) и составила 4,1 млрд рублей (37,6% от общего объёма выручки). Себестоимость проданных товаров за отчётный период составила 8,3 млрд рублей, что на 0,1 млрд рублей (-2,0%) ниже аналогичного показателя за 2018 год вследствие уменьшения затрат на топливо за счёт снижения выработки электрической энергии.
Прибыль от продаж за первое полугодие 2019 года составила 2,4 млрд рублей, что выше аналогичного периода 2018 года на 1,0 млрд рублей (70,1%).
Чистая прибыль АО «ТГК-11» за отчётный период составила 2,0 млрд рублей, что на  0,7 млрд рублей  выше аналогичного периода 2018 года за счёт роста выручки.

## Перспективы развития
Ключевые задачи омских энергетиков на ближайшие годы  – исполнение мероприятий Указа Президента Российской Федерации от 07.05.2018 г. № 204 «О национальных целях и стратегических задачах развития Российской Федерации на период до 2024 года», реализация проекта «Чистый воздух» участие в программе модернизации тепловой генерации, повышение эффективности деятельности и эксплуатационной надёжности энергетического оборудования, цифровизация производственных процессов, внедрение экологичных «зеленых» технологий и неукоснительное соблюдение требований природоохранного законодательства. 

## Нарушения экологической безопасности
В ходе судебных разбирательств, возникших в результате затопления обширных территорий микрорайона Осташково города Омска, с. Ульяновка, с. Морозовка Омского муниципального района Омской области и прилегающих территорий садоводческих товариществ и последующего ввода режима повышенной готовности, было установлено, что компания в 2018 году ради экономии денежных средств отступила от проекта строительства золоотвала, утверждённого в 2010 году и одобренного Госэкспертизой. В результате строительство дополнительной секции золоотвала без надлежащего водоотведения привело к затоплению дачных и жилых участков. Позднее Прокуратура сообщила, что совместно с судебными приставами контролирует процесс откачки воды с затопленных территорий. 